# Loughborough Grammar School
La Loughborough Grammar School è una grammar school privata inglese situata a Loughborough, Leicestershire, in Inghilterra e fondata nel 1495 da Thomas Burton. È un collegio che accoglie quasi 100 studenti, e scuola diurna per più di 1.100 alunni. Tutti gli studenti sono ragazzi tra i 10 ed i 18 anni. La scuola fa parte delle Loughborough Endowed Schools, così come la Loughborough High School e la Fairfield Preparatory School. Le tre scuole dispongono di un consiglio d'istituto comune e sono molto selettive.
L'ammissione è subordinata al superamento di un esame, ed i nuovi alunni entrano successivamente a far parte di una delle quattro "case" o dormitori: Abney, Yates, Pulteney o Davys. I candidati normalmente sostengono l'esame di ammissione a 10 anni, così da poter accedere agli 11. Tuttavia, un gruppo minore di studenti può anche accedere a 6 anni. Vi sono inoltre esami per candidati di 13 anni e 16 anni.
In linea con molte altre scuole private, la scelta delle materie è tendenzialmente tradizionale, anche se recentemente sono stati offerti agli studenti corsi di arte drammatica e di educazione fisica.

## Storia

### Fondazione

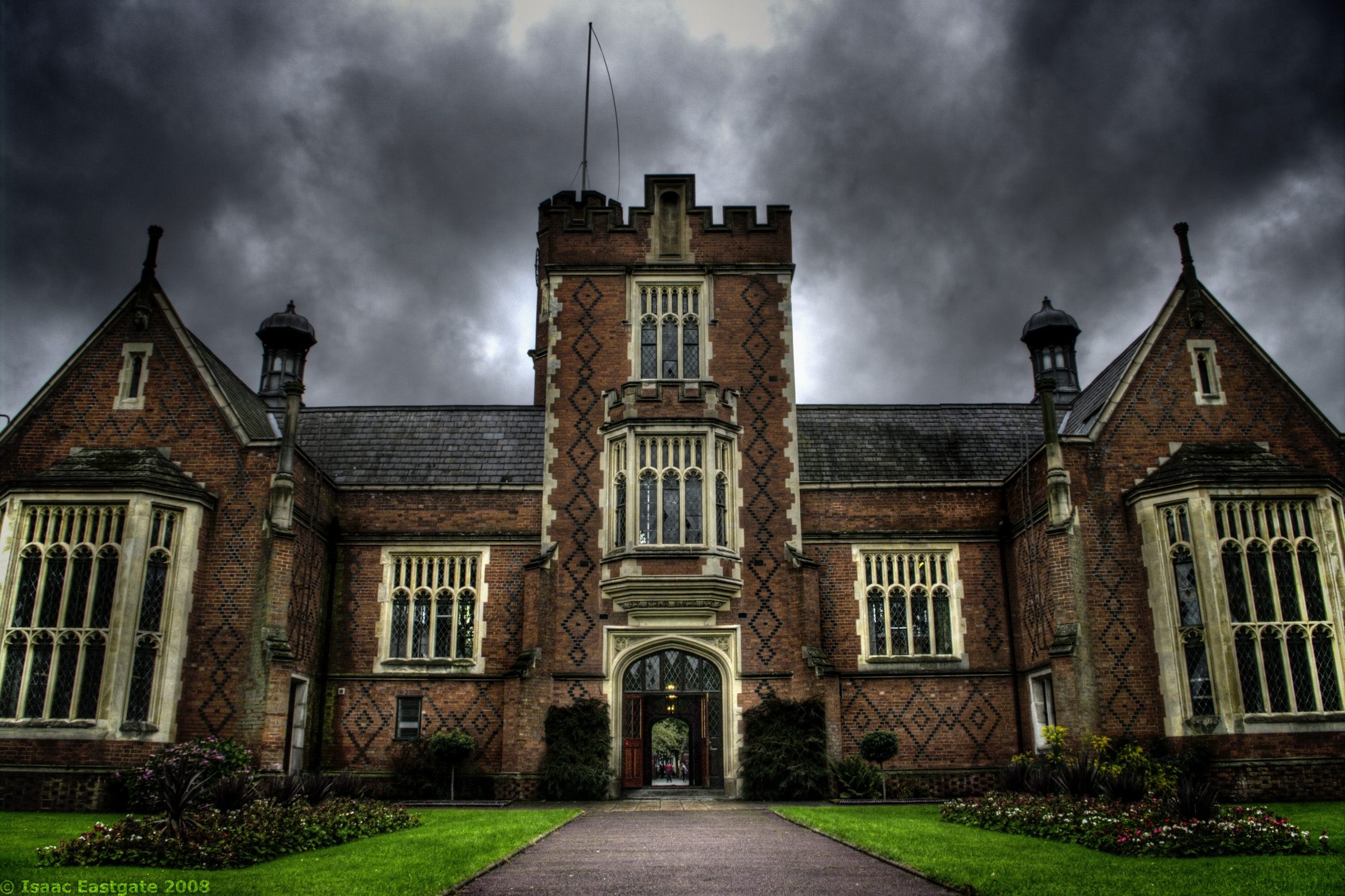
La scuola

La Loughborough Grammar School fu fondata a seguito della donazione di Thomas Burton, un ricco mercante di lana di Loughborough che devolse un lascito ai sacerdoti del luogo affinché pregassero per la sua anima dopo la sua morte. Nel 1495, i sacerdoti fondarono la scuola che sarebbe diventata la Loughborough Grammar School, ed inserendola tra gli istituti più antichi e famosi d'Europa. La scuola si trasferì nella sua attuale sede nel 1850, contestualmente alla fondazione della High School. Nel 1995 la scuola ha celebrato il suo anniversario dei 500 anni, nell'occasione venne visitata dalla regina Elisabetta II.

### Campus
La Loughborough Grammar School è stata costruita su un campus, situato a sud, nel centro cittadino di Loughborough. Le tre Endowed Schools sono adiacenti l'una all'altra, e disposte lungo le Burton Walks. Il centro del campus è chiamato "quadrangolo".
La Big School, situata all'estremità del quadrangolo, risale al 1850, è composta da una torre in stile gotico vittoriano, palestra e salone. Attualmente ospita il dipartimento di storia, la cappella e la sala comune del sesto anno e gli edifici più antichi. Il quadrangolo è completato dalla School House, il Queen's Building, il Barrow Building, il Cope Building sul lato nord e la biblioteca e i vecchi edifici dei laboratori sul lato sud.
Sul lato est di Burton Walks sono situati gli edifici di scienze, chimica e fisica, il Murray Building, dove si insegna biologia, il Pullinger building per la matematica, e la Hodson Hall, dove si svolgono la maggior parte delle assemblee e cerimonie. La Burton Hall ospita la mensa, il Dipartimento di arte e design, la Sports Hall, la piscina e gli edifici della Combined Cadet Force. Alcune case situate su questo lato del Walk, sono adesso proprietà della scuola, tra le quali Buckland House, il centro amministrativo, che comprende gli uffici del preside, del vicepreside e l'ufficio generale. Altri edifici sono la Red House, precedentemente utilizzata per lezioni di musica, ma attualmente impiegata prevalentemente dai dipartimenti di economia e di business, e la Friesland House. Tradizionalmente entrambi i presidi della Grammar School e della High School risiedono in case lungo il Walks.
I campi da tennis e da hockey non sono di proprietà della Grammar School, ma vengono condivisi con la High School. La scuola di musica, dal 2006, è situata in un altro edificio condiviso, ed include uno spazio per le rappresentazioni, oltre a stanze per gli esercizi e possibilità di registrare.
In aggiunta al campus principale, la Scuola possiede un sito di 280.000 m2, nel vicino villaggio di Quorn, composto da spazi e attrezzature per lo sport, principalmente campi da rugby, calcio e cricket.

## Sistema delle "case"
La scuola opera attraverso un sistema di case. Ogni ragazzo è collocato in una delle quattro case: Abney, Yates, Pulteney e Davys, i cui nomi derivano da ex studenti. Le cravatte dei ragazzi sotto la sixth form hanno una linea colorata con uno di questi colori, posta tra le linee più larghe dei colori della scuola, vale a dire rosso e blu scuro. Il sistema delle "case" crea competizione interna nelle varie discipline sportive, ma anche nei quiz, negli scacchi, nel bridge e nelle gare musicali, con un sistema a punti per decretare la casa che vincerà la Stamper Cup. Il trofeo Aquila è conferito alla casa che guadagna più punti in competizioni interne non sportive.

## Curiosità
- Nel 1995 la scuola ha celebrato il suo anniversario dei 500 anni, nell'occasione venne visitata dalla regina Elisabetta II.